# Llandovery
Llandovery (in gallese:  Llanymddyfri; 2 200 ab. ca.) è una cittadina del Galles meridionale, facente parte della contea del Carmarthenshire (contea tradizionale: Dyfed) e situata lungo il margine nord-occidentale del parco nazionale delle Brecon Beacons e tra i corsi dei fiumi Towy e Bran.

## Etimologia
Il toponimo gallese Llanymddyfri significa letteralmente "chiesa tra le acque" e fa riferimento alla posizione della città tra i due fiumi Towy e Bran.

## Geografia fisica
Llandovery si trova al confine con le contee del Powys e del Ceredigion, tra le località di Llanwrtyd Wells e Llandeilo (rispettivamente a sud della prima e a nord della seconda), a circa 35 km ad ovest di Brecon. Nei dintorni della località, si trova il villaggio di Myddfai, noto storicamente per i cosiddetti "medici di Myddfai".

## Società

### Evoluzione demografica
Al censimento del 2001, Llandovery contava una popolazione pari a 2 235 abitanti.

## Edifici e luoghi d'interesse

### Castello
Tra le principali attrattive turistiche di Llandovery, vi sono le rovine del castello, costruito nell'XI secolo dai Normanni e che fu in seguito di proprietà dei principi gallesi.
|  |

### Market Hall
Altro edificio importante di Llandovery è il Market Hall, costruito nel 1840.

## Sport
- Llandovery RFC - squadra di rugby[8]